# Trias politica

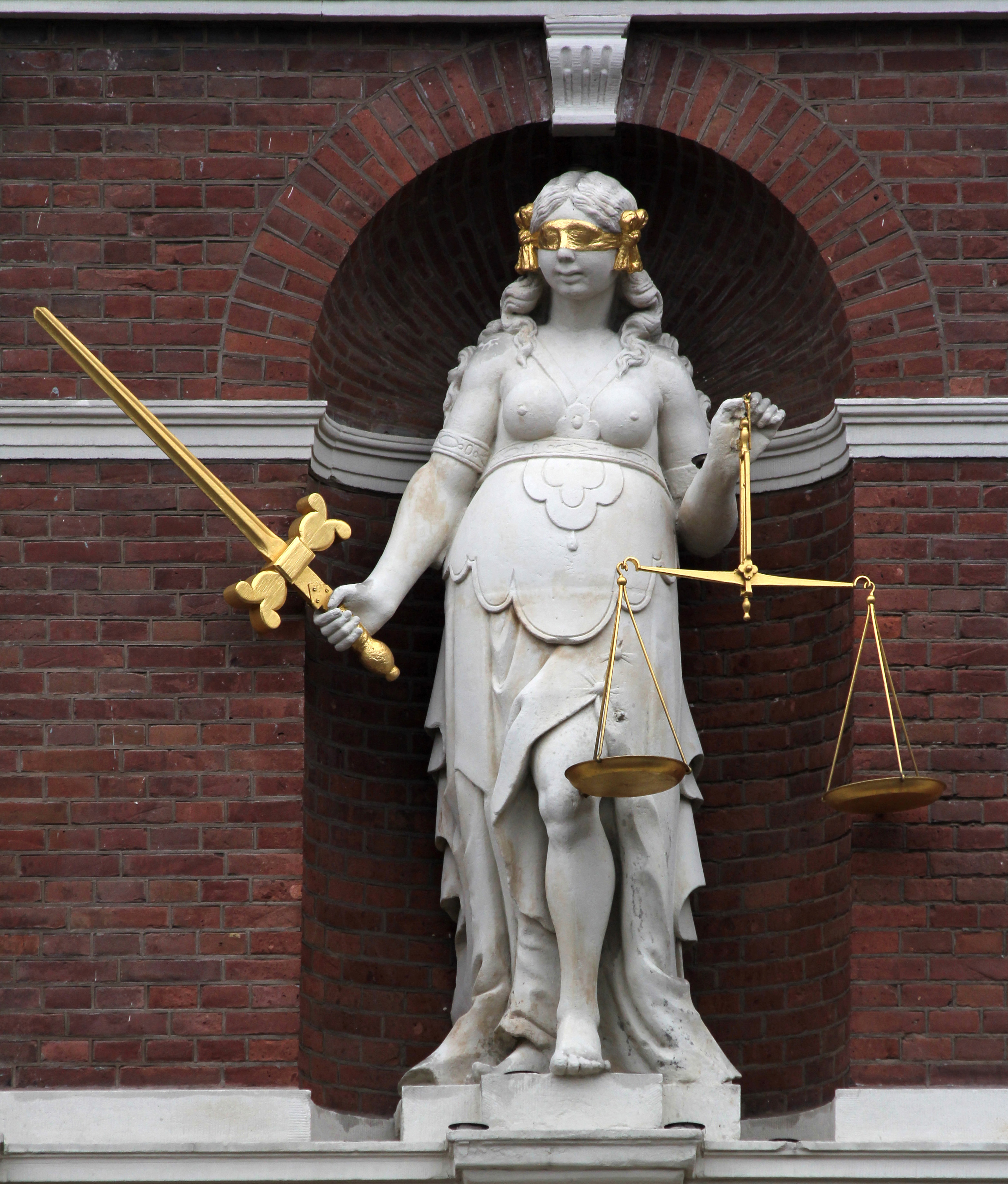
Vrouwe Justitia op het stadhuis van Haarlem, symbool van de rechterlijke macht.

De trias politica, driemachtenleer of scheiding der macht(en) is een politieke theorie, volgens welke de staat is opgedeeld in drie onderscheiden organen, die elkaars functioneren bewaken. De drie staatsorganen zijn respectievelijk: 
- een wetgevende macht die wetten opstelt,
- een uitvoerende macht die het dagelijks bestuur van de staat uitoefent volgens de geldige wet,
- een rechtsprekende macht, ook wel rechtelijke macht, die deze uitvoering toetst aan de wet.

Deze staatkundige verdeling gaat terug op het werk van de Franse verlichtingsfilosoof Charles de Montesquieu (1689-1755), die met deze staatsinrichting een alternatief formuleerde voor het Franse absolutisme.

## Korte geschiedenis
De oorspronkelijke verdeling, voorgesteld door John Locke (1632-1704), is die in wetgevende, uitvoerende en federatieve macht, waarvan de laatste de landsverdediging beoogt. Het brede principe van scheiding der machten gaat terug op het oud-Griekse concept inzake de maatschappelijke organisatie, en vooral inzake de verdeling van de uitoefening van macht.
In de vroege middeleeuwen (na de val van het Romeinse Rijk) werd Noordwest-Europa tijdens de Grote Volksverhuizing overstroomd door voornamelijk Germaanse stammen. De Germanen waren georganiseerd op basis van hun stammen, waarbij zowat elk dorp een dorpshoofd had. In het stammenstelsel werden beslissingen genomen door het dorpshoofd en een raad van dorpswijzen. Die beslissingen waren zowel wetgevend, uitvoerend als rechterlijk. Dat stammenstelsel evolueerde tot het feodale stelsel waarbij de adel alle macht uitoefende; macht die zij zich in eerste plaats toe-eigende, maar die later door de vorst in de adelbrieven werd vastgelegd. In tegenstelling tot de Griekse en Romeinse formele rechtstraditie hadden de Germanen een gewoonterecht, hetgeen gemakkelijk kon bijgedragen aan onduidelijkheid over de regels.
In deze evolutie werd de rechtspraak (op enkele belangrijke onderwerpen na) door de edelen overgedragen aan vertrouwelingen. Met de ontwikkeling van de steden in Europa ontstonden ook zogenaamde "vrijheden", waaronder steden, gebieden die niet aan de macht van de heren onderworpen waren. Steden kregen stadsrechten en daarmee eigen besturen, vaardigden regels uit en er ontwikkelde zich rechtspraak.
In Engeland werd in 1215 door de adel via het Magna Carta inspraak in het wetgevende deel van de macht, toezicht op de uitgaven van het koninkrijk, en inperking van de voorheen absolute monarchie afgedwongen. De koning werd vooral de uitvoerende macht toebedeeld, en bleef een belangrijke speler in het uitvaardigen van wetten, maar moest zich zelf ook aan de wetten houden.
In de Lage Landen werd in 1464 de Staten-Generaal in het leven geroepen, een college van afgevaardigden van alle Provinciale Staten van de gewesten van de Nederlanden. Dit orgaan had een bestuurlijk (dus uitvoerend) karakter, maar was in continentaal Europa wel een vroeg voorbeeld van wat nu een parlement zou heten. (Het vroegste voorbeeld van een gekozen vertegenwoordiging van alle vrije burgers was de Signoria in Florence (toen in de Florentijnse Republiek, nu in Italië), waarvan in originele vorm heeft bestaan van 1250 tot 1532.)
Pas met het opkomen van de Verlichting werd de wijze waarop macht wordt (of dient te worden) uitgeoefend openlijk ter discussie gesteld. Verschillende filosofen hebben hier hun levenswerk van gemaakt, waaronder Niccolò Machiavelli en Charles Montesquieu, en zij namen vanuit een veelvoud van tijdperken en geografische gebieden hun inspiratie: de "klassieken" (bijvoorbeeld Aristoteles, Thucydides, Tacitus, en Livius), de consulaire periode in het Romeinse Rijk, de Italiaanse stadsstaten (Florence, Milaan, Venetië, etc.), het Heilige Roomse Rijk, en de Staten-Generaal.
De door Montesquieu in 1748 in zijn De l'esprit des lois uiteengezette scheiding der machten werd buiten Europa voor het eerst in de praktijk gebracht. De Verenigde Staten van Amerika waren, in 1787, de eersten die een volledige machtsscheiding bij grondwet doorvoerden:
- de wetgevende macht, met op het federale niveau een tweekamerparlement, een gekozen volksvertegenwoordiging en een senaat van vertegenwoordigers van staten, en ook in veruit de meeste staten is er een tweekamerparlement;
- de uitvoerende macht, bestaande uit een president met een kabinet van ministers en staatssecretarissen op het federale niveau, en gouverneurs op het vlak van de staten;
- de rechterlijke macht, die piramidaal georganiseerd is met aan de top een Hooggerechtshof.

Kort daarna, na de Franse Revolutie van 1789, werd het concept van Montesquieu ook in Frankrijk doorgevoerd: men installeerde een driemanschap dat de uitvoerende macht op zich nam (voor defensie, openbare orde en belastingen) en een decretale raad die allerlei beschikkingen trof en te boek stelde. Toen Napoléon Bonaparte in 1799 aan de macht kwam, eigende hij zich de uitvoerende macht toe (en dan vooral de militaire macht), liet hij in 1804 alle losse wetgeving bundelen in de Code Napoléon, en liet hij de nationale financiën over aan de Senaat. Hij maakte van zijn staatsbestel een piramidestelsel georganiseerd langs dorpen, steden, prefecturen en departementen met daarnaast een identiek gestructureerde piramide van de rechterlijke macht.

## Moderne ontwikkelingen
Na de Napoleontische periode begint in Europa de periode van de vorming van de zogenaamde natiestaten. In dat proces voltrekken zich gelijktijdig twee fenomenen:
- de burgerij (de kapitaalkrachtige industriëlen) neemt definitief de macht over van de verarmde adelstand en dringt gelijktijdig de clerus uit het staatsapparaat. De rationele benadering van het uitoefenen van macht leidde tot de zogenaamde instrumentalisering: het staatsapparaat werd een hiërarchie van ambtenaren, en het wispelturige gewoonterecht wordt vervangen door een formeel vastgelegde wetgeving (het statutair recht).
- de verdringing van de clerus heeft ook een secularisering tot gevolg: het parlement (dus de mens) wordt de bron van het recht, en niet de Bijbel.

De scheiding van kerk en staat en de scheiding der machten worden de twee filosofische pijlers van de moderne staatsorganisatie.
De meeste natiestaten kiezen voor dezelfde verdeling van de macht. De drie piramiden van de macht worden nationaal vertegenwoordigd door:
- de wetgevende macht met tweekamerparlement;
- de uitvoerende macht met een koning (waarbij de eerste minister meestal de macht uitoefent) of een gekozen president;
- de rechterlijke macht met aan de top een Hof van Cassatie in België (Nederland: Hoge Raad)  Het Belgisch grondwettelijk hof behoort tot de wetgevende macht.

Die drie piramiden dupliceren deze structuur naar verschillende lagere overheden: in Nederland en België zijn dat eerst de provincies en daaronder de gemeenten (of, sinds de federalisering van België, de gewesten en gemeenschappen tussen de nationale en provinciale overheden).
Het staatsgezag vindt sindsdien zijn beslag bij de verschillende daartoe gemachtigde organen. Men wilde voorkomen dat de ene macht inwerkte op de andere en voerde daarom de scheiding der machten in waarbij de rechterlijke macht ook conflicten, enerzijds tussen de wetgevende en uitvoerende macht, en anderzijds tussen de verschillende (interne) niveaus van die machten beoordeelt, bemiddelt en/of oplost.

## Horizontale machtenscheiding

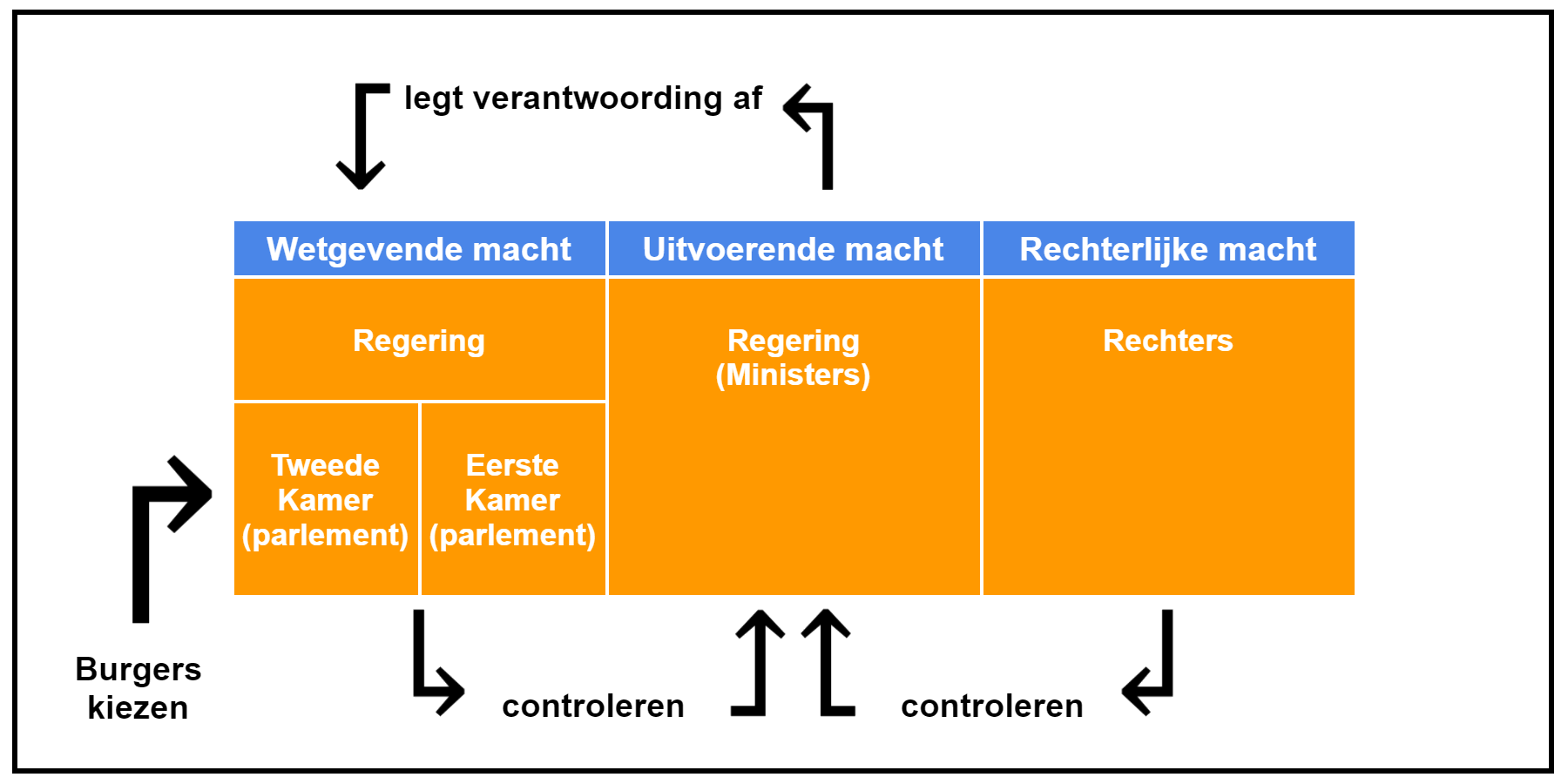
De scheiding der machten wordt ook wel de trias politica genoemd. Het is naar een idee van de Franse filosoof Montesquieu: de overheidsmacht wordt in de wetgevende, uitvoerende en rechtsprekende macht verdeeld die elkaar controleren, en elkaar in een ideale situatie in balans houden of corrigeren. Daarmee wordt de macht van de overheid opgedeeld en ingeperkt ten gunste van de burger.

Hiermee bedoelt men een verdeling van de (absolute) macht naar Montesquieu in een wetgevende macht, een uitvoerende macht en een rechterlijke macht, die nooit bij één en dezelfde persoon of instantie mogen berusten.
- De wetgevende macht.
  - In Nederland zijn dat de regering en de Staten-Generaal (Eerste en Tweede Kamer) (Art. 81 GW).
  - In België is dit het federale parlement (de Kamer van volksvertegenwoordigers en de Senaat) voor de nationale beleidsdomeinen (Art. 36 GW).
- De uitvoerende macht
  - In Nederland de regering (waar de koning deel van uitmaakt)
  - In België de koning en de regering (ministers)
- De rechterlijke macht: de rechters

De machten hebben ieder hun eigen bevoegdheden en zelfstandigheid. Bovendien is er geen macht die hiërarchisch duidelijk boven de andere machten staat. Al deze machten afzonderlijk hebben ten opzichte van elkaar en ten opzichte van de burger verantwoordelijkheden door middel van ingebouwde controlemechanismen. 
De uitvoerende macht is verantwoording schuldig aan de wetgevende macht; de wetgevende macht is vervolgens verantwoording verschuldigd aan de burgers. De burgers hebben invloed op de wetgevende macht door middel van verkiezingen. (In Nederland is er geen strikte scheiding tussen wetgevende en uitvoerende macht, omdat de uitvoerende macht (de regering) ook wetgevende taken heeft. Deze wetgevende taken deelt zij met de Staten-Generaal (de Eerste en de Tweede Kamer). Belangrijk is echter ook op te merken dat de macht van de regering niet onbeperkt is: als uitvoerende macht wordt de regering namelijk gecontroleerd door zowel de Staten-Generaal als de rechtsprekende macht.)
De rechtsprekende macht controleert vervolgens de uitvoering van wetten en regelgeving, en arbitreert bij conflicten tussen de machten. De rechtsprekende macht zelf zou volgens de grondprincipes van de trias politica kunnen worden gecontroleerd door middel van openbaarheid van zittingen, openbaarheid van uitspraken, goed klachtrecht en zicht op belangenverstrengeling (nevenfunctieregisters), maar in de praktijk wordt de rechtsprekende macht gecontroleerd door de uitvoerende macht die rechtsprekende macht organiseert, en de nodige infrastructuur en (financiële) middelen ter beschikking stelt.
De wetgevende macht heeft ook een gerechtelijk 'wapen', in die zin dat zij middels onderzoekscommissies toezicht kan uitoefenen op de uitvoering van de andere macht(en).
Ook de ambtenarij, media en externe adviseurs worden soms als macht onderkend; dit wordt wel eens omschreven als de schaduwmacht of de vierde macht.

## Verticale scheiding der machten
Naast de horizontale scheiding der machten is er ook een interne, verticale onderverdeling van de verschillende machten, op nationaal, regionaal en lokaal niveau. Deze verticale scheiding vloeit niet direct voort uit de theorie van Montesquieu, maar volgt deze wel.
Zij houdt in dat de spreiding van bevoegdheden over de hogere en lagere overheden (zie decentralisatie) ook volgens de regels van de trias politica geschiedt. De regelende bevoegdheid van de overheid is bijvoorbeeld overgedragen aan provincies, waterschappen en gemeentes omdat niet alles door de centrale overheid tot in detail geregeld kan worden. In het verleden werd de autonomie van de verschillende bestuurslagen vooropgesteld. Dit noemt men de driekringenleer. Tegenwoordig is de scheiding van de horizontale bestuurslagen minder streng en is er dikwijls sprake van samenwerking.
De theorie van verdeling van bevoegdheden tussen de hogere en lagere overheden heet subsidiariteit, waarbij de verantwoordelijkheid inzake regelgeving uitvoering op het meest geschikte niveau komt te liggen. Zo heeft het geen zin om een gemeente verantwoordelijkheid te geven over een autosnelweg op zijn grondgebied, zoals het niet nuttig is de nationale overheid te laten beslissen over een doodlopend straatje in een lokaal woonerf.

## Werking
In theorie is het systeem van de trias politica een van de basisprincipes van de westerse democratie. In de praktijk is een aantal fundamentele beginselen als openbaarheid van uitspraken en verbod op vermenging van functies, hoewel vastgelegd in de Nederlandse Grondwet en in verdragen als het Europees Verdrag voor de Rechten van de Mens en het EU-verdrag al dan niet terecht, minder van toepassing geworden. Zo zijn er rechters die tevens volksvertegenwoordiger zijn (zie hieronder). Met de uitspraak in de zaak B&P versus het Verenigd Koninkrijk heeft Het Europees Hof voor de Rechten van de Mens de openbaarheid van uitspraken als absoluut principe verlaten.

## Europese Unie

### Mededingingsrecht
De Richtlijn 2014/104/EU  betreffende schadevorderingen wegens inbreuken van het mededingingsrecht bepaalt dat definitieve beslissingen van nationale mededingingsautoriteiten of een beroepsinstantie in dat verband, de rechter binden. Aldus kan de uitvoerende macht de rechterlijke macht binden, wat op gespannen voet staat met de scheiding der machten.

## Huidige situatie in België
De huidige organisatie van de horizontale en verticale machtenscheiding is uiteengezet in dit schema.
De federale wetgevende macht maakt de wetten en controleert de uitvoerende macht. Ze wordt uitgeoefend door het parlement. Het parlement bestaat uit twee kamers, de Senaat en de Kamer van volksvertegenwoordigers. Het parlement oefent ook enkele rechterlijke bevoegdheden uit zoals het opheffen van de Parlementaire onschendbaarheid en het instellen van parlementaire onderzoekscommissies. Het parlement wordt in zijn controlerende functie bijgestaan door het Rekenhof. Tevens is de Kamer betrokken bij de benoemingen of de voordracht van kandidaten voor sommige functies (raadsheer bij de Raad van State en rechter bij het Grondwettelijk Hof).
De federale uitvoerende macht bestuurt het land. Ze zorgt ervoor dat de wetten in concrete gevallen worden toegepast en nageleefd. De uitvoerende macht wordt uitgeoefend door de regering van ministers en staatssecretarissen die worden benoemd door de Koning. De uitvoerende macht heeft echter ook wetgevend initiatiefrecht, het kan wetgeving voorbereiden die dan door het parlement besproken, aangepast en gestemd wordt, vooral toepasselijk voor moeilijke technische materies, en wordt dikwijls door de wetgevende macht belast met regelgevende taken om de wet uit te voeren. De Koning kondigt de gestemde wetten af.
De rechterlijke macht controleert/adviseert over de wetgeving en mogelijke tegenstrijdigheden met de Grondwet, arbitreert in conflicten tussen de verschillende machten (zowel hortizontaal als verticaal), doet uitspraak over geschillen en beoordeelt wetsovertredingen en misdrijven, ze wordt uitgeoefend door verschillende Hoven en Rechtbanken. Ze controleert ook de wettelijkheid van de daden van de uitvoerende macht.
De scheiding der machten geldt ook op het niveau van de gemeenschappen en de gewesten. Ze hebben elk een aparte wetgevende en uitvoerende macht. De rechterlijke macht wordt echter voor de federale overheid, de gemeenschappen en de gewesten door dezelfde instanties uitgeoefend.
Ter bescherming van de onafhankelijkheid van de rechterlijke macht, is er sinds 2002 de Hoge Raad voor de Justitie, die kandidaten voor een benoeming in de magistratuur objectief selecteren en instaat voor een optimale opleiding van de magistraten.
De scheiding der machten, die toch een basisprincipe is van de Belgische rechtsstaat, is echter niet uitdrukkelijk bevestigd in de Belgische grondwet van 1831. Men moet het als het ware afleiden uit de "geest" van de Belgische grondwet, aldus Hendrik Vuye, voormalig hoogleraar grondwettelijk recht aan de Universiteit Hasselt en thans hoogleraar constitutioneel recht aan de Facultés universitaires Notre-Dame de la Paix (FUNDP). In feite is er meer sprake van een samenwerking tussen de verschillende Machten dan van een scheiding, zoals men kan zien in een aantal artikels uit de grondwet:
- art. 36: de federale wetgevende macht wordt gezamenlijk uitgeoefend door de Kamer van volksvertegenwoordigers, de Senaat (wetgevende macht) en de Koning (wetgevende macht, art. 36 G.W. en uitvoerende macht; art. 37 G.W.)
- art. 151 §4: de Koning (uitvoerende macht) benoemt de rechters (rechterlijke macht)
- art. 40, lid 1: vonnissen en arresten (rechterlijke macht) worden ten uitvoer gelegd in de naam des Konings (uitvoerende macht).

Men kan zelfs spreken van een mogelijke vermenging der machten:
- Magistraten (rechterlijke macht) worden gedetacheerd naar ministeriële kabinetten (= uitvoerende macht) of naar werkgroepen opgericht door de uitvoerende macht (hoewel die activiteiten dan vooral te maken hebben met modernisering van de werking van de rechterlijke macht)

## Trias politica in de Nederlandse grondwet
De bedoeling van Montesquieu tirannie te voorkomen en de vrijheid van de burger te vergroten hebben de staatsinrichting van veel Westerse landen beïnvloed, waaronder ook die van Nederland. 
De ¨scheiding der machten¨ is in Nederland echter niet ideaaltypisch doorgevoerd: de wetgevende macht is niet geheel strikt gescheiden van de uitvoerende macht.
De uitvoerende macht, de regering, heeft in Nederland tevens wetgevende taken. Deze taken deelt de regering met de Staten-Generaal (de Eerste en de Tweede Kamer). Desondanks is de macht van de regering niet onbeperkt. Als uitvoerende macht wordt de regering namelijk gecontroleerd door zowel de Staten-Generaal als de rechtsprekende macht. Artikel 81 van de Nederlandse Grondwet schrijft voor dat de regering en de Staten-Generaal samen de wetten vaststellen: hierdoor hebben de regering en de Staten-Generaal elkaar wederzijds nodig om wetten aan te nemen en af te kondigen. De wetgevende macht is hierdoor gecentreerd rond deze twee publieke organen.
De rechtsprekende macht kan wel als onafhankelijk en gescheiden van de overige machten gezien worden, maar de rol van het Openbaar Ministerie en de Raad van State blijven onderwerp van debat. De kritiek richt zich er hoofdzakelijk op dat het Openbaar Ministerie beïnvloed zou kunnen worden door de uitvoerende macht. Daarnaast heeft de Raad van State, als rechtsprekende instantie, zelf de bevoegdheden om het wetgevingsproces te beïnvloeden door middel van het uitbrengen van adviezen.
De kiesgerechtigden kiezen de leden van parlement tijdens de verkiezingen voor de Tweede Kamer. De uitvoerende macht, de regering, is verantwoording schuldig aan de wetgevende macht, door middel van ministeriële verantwoordelijkheid. De rechtsprekende macht (Afdeling Bestuursrechtspraak van de Raad van State, rechtbanken, gerechtshoven en Hoge Raad) controleert de toepassing van wetten en regelgeving.
De trias politica is in Nederland niet volledig aanwezig. Dat Nederland de machtenscheiding volgens Montesquieu niet strikt heeft toegepast blijkt onder andere uit de procedure van formele wetgeving. Een formele wet komt niet tot stand door het parlement alleen, ook de instemming van de uitvoerende macht is hiervoor vereist (zie artikel 81 Grondwet). Bovendien heeft de regering als uitvoerende macht een zelfstandige bevoegdheid tot materiële wet- en regelgeving met behulp van Algemene Maatregelen van Bestuur (zie artikel 89 Grondwet). Men noemt dit de omkering van de triasleer: formele wetgever geeft slechts heel algemeen de beleidsrichting aan in een kader of raamwet, terwijl de eigenlijke normstelling plaatsvindt door de regering in de vorm van een gedelegeerde Algemene Maatregel van Bestuur. Dit heeft te maken met de verzorgingsstaat waar snel overheidsoptreden op het juiste overheidsniveau van groot belang is.
Een belangrijk handvat waarmee het parlement invloed kan uitoefenen op de regering is de (ongeschreven) vertrouwensregel. Dit wil zeggen dat als het parlement geen vertrouwen meer heeft in de regering het parlement de mogelijkheid heeft een motie van wantrouwen in te dienen en zo de regering te dwingen om op te stappen als de motie wordt aangenomen. Verder bestaat deze vertrouwensregel ook tussen de regering en de Eerste Kamer.
In Nederland is het principe van de openbaarheid van uitspraken leidend. In zaken die minderjarigen betreffen kan de privacy (8.1 EVRM) conform bovengenoemde uitspraak van het Europees Hof voor de Rechten van de Mens (EHRM) boven de openbaarheid worden gesteld.
Er is soms kritiek op de scheiding van machten binnen instituties in Nederland. Een voorbeeld is de functie van de Nederlandse Raad van State, die zowel de hoogste bestuursrechter is als adviesorgaan voor parlement en regering, waaronder advisering over alle nieuwe wetten; de raad heeft dus functies op het gebied van alle drie de machten uit de driemachtenleer. Na een uitspraak van het Europees Hof voor de Rechten van de Mens zag de Nederlandse staat zich gedwongen om binnen de Raad van State een Afdeling bestuursrechtspraak in het leven te roepen aangezien de onafhankelijkheid van de rechtspraak niet gewaarborgd was als hetzelfde orgaan betrokken was bij de totstandkoming van wetten. Luxemburg werd in deze uitspraak (Procola-arrest) op de vingers getikt omdat het eenzelfde indeling had voor zijn Raad van State.
Daarnaast is ook de OM-afdoening een voorbeeld van een onvolledige scheiding der machten. De Wet OM-afdoening geeft de officier van justitie het recht om misdrijven en overtredingen buiten de rechter om af te doen. Een belangrijk kenmerk van de Wet OM-afdoening is dat de verdachte, door geen verzet aan te tekenen tegen een strafbeschikking van het Openbaar Ministerie (OM), zich neerlegt bij een strafblad.
Het Openbaar Ministerie valt onder het Ministerie van Veiligheid en Justitie en maakt dus deel uit van de uitvoerende macht, terwijl straffen bij volledige scheiding der machten alleen kunnen worden opgelegd door de rechtsprekende macht. Men zou kunnen zeggen dat de officier van justitie op de stoel van de rechter gaat zitten.
Het Openbaar Ministerie en de rechtsprekende macht vormen samen de rechterlijke macht. Het Openbaar Ministerie wordt ook wel de 'staande magistratuur' genoemd en de rechtsprekende macht wordt ook wel aangeduid met 'zittende magistratuur'.

## De niet-gouvernementele invloeden
Bij de oprichting van de Verenigde Naties (1945) kreeg het (abstract lijkende) begrip ngo (niet-gouvernementele organisatie) een tastbaardere betekenis door de vermelding ervan in het handvest (Hoofdstuk 10, Artikel 71). Daarin werd gesteld dat niet-gouvernementele organisaties ook gesprekspartner kunnen zijn van de VN. Wereldwijd is vervolgens op lokaal, landelijk en ook mondiaal niveau te bezien dat deze zogenaamde NGO's een telkens grotere betekenis hebben gekregen in maatschappelijke ontwikkelingen en politieke besluitvormingen.

## Montesquieu's plaats in de geschiedenis van de ontwikkeling van het recht
De Montesqieu geniet de faam de belangrijkste denker van de Verlichting te zijn voor het hedendaagse recht.
Terwijl hij in zijn werken belangrijke principes voor het moderne staatsrecht formuleerde, zoals dat van de Trias politica, die nog steeds aan zijn naam verbonden wordt, formuleerde de Lombardische Verlichtings-denker Cesare Beccaria (1738 -1794) ongeveer gelijktijdig minstens even belangrijke principes voor het moderne strafrecht, ofschoon zonder een vergelijkbare erkenning te genieten als de naam van De Montesqieu nog steeds ondervindt voor zijn formulering van die principes m.b.t. het staatsrecht.
De werken van Montesquieu hebben fundamenteel bijgedragen aan het moderne staatrecht door de scheiding der machten te bevorderen, en dit is cruciaal voor democratie en politieke stabiliteit. Beccaria legde als Verlichtingsdenker over het strafrecht (met name de kritiek op marteling en de doodstraf) belangrijke funderingen voor het moderne strafrecht en humane rechtsprincipes. Hij is minder bekend geworden dan Montesquieu doordat het strafrecht vaak meer technische aspecten en minder theoretische concepten omvat dan het staatsrecht, waardoor Beccaria's invloed op de publieke bewustwording minder zichtbaar is. De alomtegenwoordigheid van Montesquieu's ideeën in politieke systemen en zijn impact op de organisatie van regeringen kan verklaren waarom zijn naam meer algemeen bekend is.
Naast Montesquieu en de minder bekende Beccaria hebben ook andere Verlichtingsdenkers een significante rol gespeeld in de ontwikkeling van moderne rechtsopvattingen: de Engelse filosoof John Locke (1632-1704) met zijn ideeën over natuurlijke rechten en sociale contracten als basis voor moderne democratische en constitutionele theorieën; de Zwitsers-Franse filosoof Jean-Jacques Rousseau (1712-1778) met zijn concept van de Algemene Wil en zijn kritiek op ongelijkheid, die beiden het ideaal van een representatieve regeringsvorm ondersteunen; de Engelse filosoof Thomas Hobbes (1588–1679) met zijn uiteenzettingen over de rol van de staat en het Sociaal Contract; en de Duitse filosoof Immanuel Kant (1724-1804) met belangrijke ethische en juridische theorieën ontwikkeld, waaronder de categorieën van plicht en rechtvaardigheid, die nog steeds van invloed zijn op de moderne rechtsfilosofie. Al deze denkers samen hebben met Montesquieu bijgedragen aan de vorming van de basisprincipes van recht en politiek zoals we die vandaag de dag kennen.